# تلفريك أكادير
تلفريك أكادير هو مشروع يتكون من خطين من تلفريك السياحي في أكادير في المغرب. بطول 1700 متر، تم تشغيل الخط الأول في 16 يوليو 2022 بين جسر تيلدي وأكادير أوفلا.
تتكون المرحلة الثانية من المشروع هو الخط الثاني بين أكادير أوفلا ومدينة ملاهي دانيالاند قيد الإنشاء حاليًا.